# Cheirostylis rubrifolius
Cheirostylis rubrifolius är en orkidéart som beskrevs av Tsan Piao Lin och W.M.Lin. Cheirostylis rubrifolius ingår i släktet Cheirostylis och familjen orkidéer. Inga underarter finns listade i Catalogue of Life.